# Аскеров, Рамиз Паша оглы
Рамиз Паша оглы Аскеров (азерб. Ramiz Paşa oğlu Əsgərov; 9 февраля 1937 — 27 июля 1967) — азербайджанский советский кинорежиссёр, сценарист.
В 1957—1965 гг. учился в Москве во ВГИКе. В 1961 г. вместе с тремя соучениками — Андреем Смирновым, Борисом Яшиным и Антонисом Воязосом — снял короткометражный фильм «Юрка — бесштанная команда» (по одноимённому рассказу Анатолия Кузнецова), главную роль исполнил Василий Шукшин. В 1966 г. вместе с Воязосом снял по мотивам автобиографической прозы Назыма Хикмета дебютный полнометражный фильм «Жизнь хорошая штука, брат!» на студии Азербайджанфильм. Последней работой Аскерова как режиссёра стала картина «Красавицей я не была» (совместно с Тофиком Тагизаде), вышедшая на экран уже после его смерти. Кроме того, Аскеров написал сценарий для документального фильма об азербайджанском карикатуристе Азиме Азимзаде (1967, режиссёр Зейнаб Казымова).